# Анновка (Алтайский край)
Анновка — упразднённое село в Немецком национальном районе Алтайского края. Ликвидировано в 1933 г., население переселено в село Высокая Грива.

## География
Село располагалось в 10 км к северо-западу от села Гришковка.

## История
Основано в 1910 году переселенцами из Причерноморья. Первоначальное название дано по молочанской колонии Ландскроне. До 1917 года меннонистское село Орловской волости Барнаульского уезда Томской губернии. Община братских меннонитов входила в состав общины Марковка. В 1931 г. создан колхоз «Красная звезда». В 1933 г. ликвидацировано, жителей переселяют в основном в Высокую Гриву.

## Население[1]
| Год     | 1911 | 1926 |
| ------- | ---- | ---- |
| Человек | 183  | 154  |